# Pochinok
Pochinok (em russo:  Почи́нок) é uma localidade situada a 50 km de Smolensk na óblast de Smolensk, Rússia.
Antes da Segunda Guerra Mundial, era constituída por uma população predominantemente judaica (shtetl).